# Svatyně Jošino Mikumari
Svatyně Jošino Mikumari (japonsky: 吉野水分神社, Jošino Mikumari Džindža) je šintoistická svatyně na hoře Jošino v prefektuře Nara v Japonsku. Svatyně je zasvěcena bohyni (kami) Ame no mikumari no ókami (天之水分大神), která vládne distribuci vody. Jošino Mikumari je jednou ze čtyř nejdůležitějších svatyň této bohyně v Japonsku.
Nejstarší dochované záznamy o svatyni pocházejí z roku 698. 
Hlavní síň svatyně, honden, postavená v roce 1605 je od roku 1901 "důležitou kulturní památkou" (重要文化財, džújóbunkazai). 
V červenci 2004 byla svatyně spolu s dalšími památkami na poloostrově Kii zapsána na Seznam světového dědictví UNESCO pod názvem Posvátná místa a poutní stezky v pohoří Kii.